# Arjona (Colômbia)

Localização de Arjona no departamento de Bolívar

Arjona é um município da Colômbia no departamento de Bolívar.